# Verwaltungsgemeinschaft Neunburg vorm Wald
Die Verwaltungsgemeinschaft Neunburg vorm Wald liegt im Oberpfälzer Landkreis Schwandorf und wird von folgenden Gemeinden gebildet:
1. Dieterskirchen, 1025 Einwohner, 24,14 km²
2. Neukirchen-Balbini, Markt, 1148 Einwohner, 48,26 km²
3. Schwarzhofen, Markt, 1409 Einwohner, 36,11 km²
4. Thanstein, 1012 Einwohner, 27,86 km²

Sitz, aber nicht Mitglied der 1978 gegründeten Verwaltungsgemeinschaft ist Neunburg vorm Wald.

## Gemeindewappen

Gemeinde Dieterskirchen
Marktgemeinde Neukirchen-Balbini

Marktgemeinde Schwarzhofen
Gemeinde Thanstein